# Geertje Lycklama à Nijeholt
Geertje Lycklama à Nijeholt (Lollum (gemeente Wonseradeel), 2 april 1938 – Den Haag 18 november 2014) was een Nederlandse hoogleraar en politica.

## Opleiding
Na haar schoolopleiding in Bolsward en Sneek studeerde zij van 1956 tot 1963 sociologie aan de VU in Amsterdam. Van 1963 tot 1970 werkte zij in Pakistan in diverse ontwikkelingsprojecten. Zij werkte aan de Cornell-universiteit, Ithaca (New York) van 1971 tot 1973. Zij promoveerde op 3 december 1976 aan Cornell en VU in de sociale wetenschappen.

## Loopbaan
Tussen haar studie en haar promotieonderzoek werkte Lycklama à Nijeholt in Pakistan. Zij werkte daar mee aan diverse onderzoeken en deed sociaal en educatief werk, vooral gericht op de verbetering van de situatie van vrouwen.
Na enige tijd als externe deskundige in de Emancipatiecommissie werd mw. Lycklama à Nijeholt coördinator Internationale Vrouwenzaken bij het ministerie van Buitenlandse Zaken (1977-1983).
Begin 1979 werd zij bijzonder hoogleraar emancipatiekunde en vrouwenstudies aan de Landbouwhogeschool Wageningen. Zij bleef hier tot eind 1983.
In het studiejaar 1983-'84 werd zij hoogleraar "vrouwen- en ontwikkelingstudies" aan het Institute of Social Studies (ISS) in Den Haag. Zij bleef hier tot midden 1999; de laatste vier jaar als deeltijd hoogleraar. In de periode 1990-'95 was zij rector van dit instituut waarna zij een sabbatical jaar als fellow bij het NIAS doorbracht.
Van 1995 tot 2003 was Lycklama à Nijeholt lid van de PvdA-fractie in de Eerste Kamer, waarvan de laatste vier jaar als fractievoorzitter. Onderwerpen die haar bijzondere interesse hadden waren buitenlands beleid, ontwikkelingssamenwerking en hoger onderwijs.
Op 1 juni 1999 ging zij met pensioen.
Gedurende haar hele loopbaan bekleedde Lycklama à Nijeholt vele nevenfuncties, veelal op het gebied van (vrouwen)ontwikkeling, buitenlands beleid of hoger onderwijs. Zo was zij onder meer eind jaren 70 voorzitter Commissie Gelijke Rechten Mannen en Vrouwen (Raad van Europa, Straatsburg), in de jaren 80 lid van het bestuur van Women’s World Banking (New York), vanaf 1997 lid van het algemeen bestuur van het Nederlands Instituut voor Internationale Betrekkingen "Clingendael", vanaf 2000 lid van het algemeen bestuur van de VPRO, eveneens vanaf 2000 lid van het "Consultative Committee" van het "United Nations Development Fund for Women" en vanaf 2005 lid van de Raad van toezicht van de Rijksuniversiteit Groningen.

## Privé
Geertje Lycklama à Nijeholt, telg uit het geslacht Lycklama à Nijeholt, was de dochter van een landbouwer en ook haar beide opa's waren landbouwers. Haar vader was tevens gemeenteraadslid.
Geertje Lycklama à Nijeholt trouwde op 19 april 1963 te Witmarsum met Henk Thomas. Zij kregen een dochter en een zoon.

## Onderscheidingen
- 8 april 1992: Aletta Jacobsprijs
- 31 mei 1995: Ridder in de Orde van de Nederlandse Leeuw

## Publicaties
Enkele van de vele publicaties van Lycklama à Nijeholt:
- Migratory and Nonmigratory Farm Workers on the East Coast of the United States, proefschrift, Vrije Universiteit, Amsterdam (1976)
- Feminisme en Wetenschap, Inaugurele rede, Landbouwhogeschool Wageningen (1979)
- Kopenhagen: de Tweede VN-Wereldconferentie voor Vrouwen, in: Internationale Spectator, juni 1980
- Women in Development Cooperation, a Policy Paper, Directoraat Generaal voor Internationale Samenwerking, Ministerie van Buitenlandse Zaken, 1980
- Vrouwen en Ontwikkeling: de Spanning tussen Integratie en Autonomie, afscheidscollege Landbouwhogeschool Wageningen, 1984
- Women United: a Reflection on Strategies, ISS Public Lecture Series: Beyond the Decade, Women's Studies and the Women's Movement: International Perspectives, Den Haag, ISS, 1985
- Women, Development, the State: a Case Study of Concerted Action, paper gepresenteerd op het XI World Congress of Sociology, RC 32, Women in Society, Session 4: Women and Social Policy, New Delhi, India, Augustus 1986
- Trade in Maids: Asian Domestic Servants in Migration Theory and Practice, Working Paper -Sub-series on Women, History and Development: Themes and Issues - No. 10, ISS, Den Haag, 1989
- Towards Women's Strategies for the 1990s Challenging Government and the State, redactie door G. Lycklama à Nijeholt, London: Macmillan, 1991
- The Trade in Domestic Workers, Causes, Mechanisms and Consequences of International Migration, redactie door Noeleen Heyzer, Geertje Lycklama à Nijeholt, Nedra Weerakoon, London: Zed Books, september 1994
- Women's Movements and Public Policy in Europe, Latin America, and the Caribbean, Geertje Lycklama à Nijeholt, Virginia Vargas en Saskia Wieringa (eds.), New York: Garland Publishing, Inc., 1998

## Over Lycklama
- Johanneke Liemburg: Geertje Lycklama à Nijeholt (1938-2014, feministisch stratege. Utrecht, Uitgeverij Noordhoek, 2023. ISBN 9789464710090